# 萊昂格納斯 (伊利諾伊州)
萊昂科納斯（英語：Leon Corners）是位於美國伊利諾伊州懷特塞德縣的一個非建制地區。該地的面積和人口皆未知。

## 地理
萊昂科納斯的座標為41°35′39″N 89°55′13″W / 41.59417°N 89.92028°W，而該地的平均海拔高度為192米（即630英尺）。